# Der Grieche
Der Grieche ist ein 1973 erschienener Gesellschaftsroman des Journalisten und Schriftstellers Pierre Rey und dessen erster Roman überhaupt, auf den eine Reihe weiterer erfolgreicher Romane Reys folgte.

## Inhalt
Der Roman schildert episodenhaft das Leben des internationalen Jetsets Mitte der 1970er, besonders einer Gruppe von Menschen, die sich um die Romanfigur Sokrates Satrapolous, einen griechischen Reeder und Milliardär versammelt, für dessen Gestaltung der griechische Großreeder Aristoteles Onassis als Vorbild diente. Die Liebesbeziehung Onassis‘ zu der Opernsängerin Maria Callas spiegelt sich in dem Verhältnis wider, das der verheiratete Satrapolous des Romans zu der Pianistin Olympia Menelas aufnimmt. In den Romanfiguren Scott und Peggy Baltimore sind unschwer John F. Kennedy und Jackie Kennedy zu erkennen. Scott kandidiert für das Präsidentenamt der USA und wird aus einem Hochhaus heraus wie Kennedy im Autokorso erschossen. Peggy heiratet daraufhin Satrapolous. Als dessen Sohn Achilles mit dem Flugzeug verunglückt, verliert Satrapolous sein Leben bei dem Versuch, während der Bergung der Maschine in die Kabine des ins Meer gestürzten Flugzeugs einzudringen. Es bleibt offen, ob er dabei in selbstmörderischer Absicht handelt. Der Roman endet damit, dass Peggy bald darauf Kallenberg, den Schwager und größten Konkurrenten von Satrapolous, heiratet.

## Thematik
Der Roman besitzt keine eigentliche Handlung im Sinne eines klassischen Plots, sondern schildert auf unterhaltsame und unaufdringlich kritische Art und Weise das Leben der Oberen Zehntausend, das geprägt ist von Verschwendung, Luxus, Langeweile, Alkoholexzessen und amourösen Abenteuern und Leidenschaften, aber auch von gesellschaftlicher Konkurrenz und finanziellen Intrigen.

## Ausgabe
- Der Grieche, MTV Molden-Taschenbuch-Verlag, EROICA Verlagsgesellschaft mbH, Wien-München, 1974, ISBN 3-217-05003-7